# 伊斯蘭革命衛隊海軍
伊斯兰革命卫队海军（羅馬化：niru-ye daryâyi-e sepâh-e pâsdârân-e enghelâb-e eslâmi；官方缩写为NEDSA（波斯語：ندسا））是伊斯兰革命卫队的海军，成立于1985年，是与伊朗海军平行的两支海上力量之一  。